# Kōji Kondō

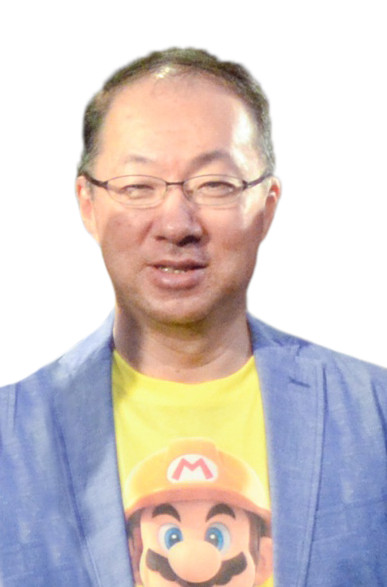
Kōji Kondō, 2015

Kōji Kondō (jap. 近藤 浩治, Kondō Kōji; * 13. August 1961 in Nagoya) ist ein japanischer Komponist. Er ist bekannt für seine Arbeit an vielen Videospielen der Firma Nintendo. Kondō leitete die aus Komponisten, Soundkünstlern sowie -programmierern bestehende Soundgruppe von Nintendos Entwicklungsabteilung Nintendo Entertainment Analysis & Development, seit September 2015 Nintendo Entertainment Planning & Development.

## Biografie
Kondō begann bereits als 5-Jähriger seine elektrische Heimorgel für erste musikalische Versuche zu verwenden. Nach seinem Abschluss an der Oberschule studierte er an der Kunsthochschule Osaka in Kanan. Er studierte mehr die Künste und beschäftigte sich lange Zeit mit der Malerei, genau wie mit dem Schreiben und Neuabmischen von Musikstücken. Kondō erlernte das Cello und das Klavierspiel. 
Anfang der 1980er suchte Nintendo an Kondōs Universität nach neuen Mitarbeitern unter den Studenten. Er bewarb sich erfolgreich auf das Angebot und wurde zu Nintendos erstem Musiker, welcher speziell für Komposition zuständig war.

## Werke
Kondōs erstes Projekt war das Arcadespiel Golf. In den Anfängen des Konsolenzeitalters waren die Möglichkeiten, große Arrangements zu realisieren, nicht vorhanden und so musste Kondō sich auf das sture Programmieren von Computern beschränken. Über die Jahre wurden die Konsolen immer besser ausgestattet, die Leistungsfähigkeit der Soundchips stieg proportional mit der der visuellen Verarbeitungschips an. Kondō konnte die Musik immer realistischer und in größerer Fülle gestalten, so begann er vom einfachen Super Mario Bros. mit einfachen Strukturen, über aufwendigere Samples in Super Mario Bros. 3, dann mit Stereo auf dem SNES, aufwendiger und realistischer auf dem N64, schließlich auf dem Nintendo GameCube mit Samples in CD-Qualität und auf der Wii für Super Mario Galaxy mit Orchesteraufnahmen.
Er selbst hört viel Jazz und Latin-Music, lässt sich allerdings vielseitig beeinflussen. Für das NES produzierte er u. a. die Musik zu Soccer, Kung Fu, Family BASIC, Nazo no Murasamejō und Ice Hockey. Kondōs berühmtesten Werke sind die Soundtracks zu den The-Legend-of-Zelda- und Super-Mario-Titeln, einige Themen halten sich seit Mitte der 80er und wurden immer wieder erweitert und überarbeitet und sind, trotz des Alters, unter Fans hoch geschätzt. Zusammen mit Shigeru Miyamoto zählt er zu den berühmtesten Angestellten von Nintendo.
Er komponierte die Musik oder half den Komponisten bei folgenden Spielen:
| Jahr | Titel                                                 | Rolle                                                 | Mitarbeiter                                                                 |
| ---- | ----------------------------------------------------- | ----------------------------------------------------- | --------------------------------------------------------------------------- |
| 1983 | Punch-Out!!                                           | Komposition/Soundeffekte                              |                                                                             |
| 1984 | Golf                                                  | Komposition/Soundeffekte                              |                                                                             |
| 1984 | Family BASIC                                          | Sound-Programmierung                                  |                                                                             |
| 1984 | Devil World                                           | Komposition/Soundeffekte                              | Akito Nakatsuka                                                             |
| 1985 | Soccer                                                | Komposition/Soundeffekte                              |                                                                             |
| 1985 | Arm Wrestling                                         | Komposition/Soundeffekte                              |                                                                             |
| 1985 | Kung Fu                                               | Soundeffekte                                          |                                                                             |
| 1985 | Super Mario Bros.                                     | Komposition/Soundeffekte                              |                                                                             |
| 1986 | The Legend of Zelda                                   | Komposition/Soundeffekte                              |                                                                             |
| 1986 | Nazo no Murasamejō                                    | Komposition/Soundeffekte                              |                                                                             |
| 1986 | Super Mario Bros.: The Lost Levels                    | Komposition/Soundeffekte                              |                                                                             |
| 1986 | Volleyball                                            | Komposition/Soundeffekte                              |                                                                             |
| 1987 | Yume Kōjō: Doki Doki Panic                            | Komposition/Soundeffekte                              |                                                                             |
| 1987 | Shin Onigashima                                       | Komposition                                           |                                                                             |
| 1988 | Super Mario Bros. 2                                   | Komposition/Soundeffekte                              |                                                                             |
| 1988 | Super Mario Bros. 3                                   | Komposition/Soundeffekte                              |                                                                             |
| 1990 | Super Mario World                                     | Komposition/Arrangement                               |                                                                             |
| 1990 | Pilotwings                                            | Sound-Programmierung/Komposition ("Helicopter Theme") | Soyo Oka                                                                    |
| 1991 | The Legend of Zelda: A Link to the Past               | Komposition/Arrangement                               |                                                                             |
| 1993 | Star Fox                                              | Soundeffekte                                          |                                                                             |
| 1993 | Super Mario All-Stars                                 | Sound Supervisor                                      |                                                                             |
| 1995 | Yoshi's Island                                        | Komposition/Arrangement                               |                                                                             |
| 1996 | Super Mario 64                                        | Komposition/Arrangement                               |                                                                             |
| 1997 | Star Fox 64                                           | Komposition/Arrangement                               | Hajime Wakai                                                                |
| 1998 | The Legend of Zelda: Ocarina of Time                  | Komposition/Arrangement                               |                                                                             |
| 1998 | Mario Party                                           | Sound-Unterstützung                                   | Taro Bando, Yoji Inagaki                                                    |
| 1999 | Mario Golf                                            | Supervisor                                            | Kenji Miki, Shigeru Miyamoto, Takashi Tezuka, Haruki Kodera, Toru Takamatsu |
| 1999 | Mario Party 2                                         | Sound-Unterstützung                                   |                                                                             |
| 2000 | The Legend of Zelda: Majora's Mask                    | Komposition/Arrangement                               | Toru Minegishi                                                              |
| 2000 | Mario Tennis                                          | Supervisor                                            | Shigeru Miyamoto, Takashi Tezuka                                            |
| 2000 | Mario Party 3                                         | Sound-Unterstützung                                   |                                                                             |
| 2001 | Mobile Golf                                           | Supervisor                                            | Kenji Miki, Shigeru Miyamoto, Takashi Tezuka, Kenji Yamamoto                |
| 2001 | Mario Kart Super Circuit                              | Supervisor                                            | Hiroyuki Kimura, Tadashi Sugiyama, Hideki Konno, Takashi Tezuka             |
| 2002 | Super Mario Sunshine                                  | Komposition/Arrangement                               | Shinobu Tanaka                                                              |
| 2002 | Mario Party 4                                         | Sound-Unterstützung                                   |                                                                             |
| 2002 | The Legend of Zelda: A Link to the Past & Four Swords | Sound-Unterstützung                                   |                                                                             |
| 2002 | The Legend of Zelda: The Wind Waker                   | Komposition/Arrangement                               | Kenta Nagata, Hajime Wakai, Toru Minegishi                                  |
| 2003 | Mario Golf: Toadstool Tour                            | Sound-Unterstützung                                   |                                                                             |
| 2003 | Mario Party 5                                         | Sound-Unterstützung                                   |                                                                             |
| 2003 | Mario & Luigi: Superstar Saga                         | Sound-Unterstützung                                   |                                                                             |
| 2003 | Donkey Konga                                          | Sound-Unterstützung                                   | Toru Minegishi                                                              |
| 2004 | The Legend of Zelda: Four Swords Adventures           | Komposition                                           | Asuka Ohta                                                                  |
| 2004 | Mario vs. Donkey Kong                                 | Berater                                               | Tadashi Sugiyama, Shinya Takahashi                                          |
| 2004 | Mario Power Tennis                                    | Sound-Unterstützung                                   |                                                                             |
| 2004 | The Legend of Zelda: The Minish Cap                   | Sound-Berater                                         |                                                                             |
| 2004 | Mario Party 6                                         | Sound-Unterstützung                                   |                                                                             |
| 2004 | Yoshi’s Universal Gravitation                         | Sound-Unterstützung                                   |                                                                             |
| 2005 | Mario Party Advance                                   | Sound-Unterstützung                                   |                                                                             |
| 2005 | Mario Superstar Baseball                              | Sound-Unterstützung                                   | Taro Bando                                                                  |
| 2005 | Mario Tennis: Power Tour                              | Sound-Unterstützung                                   |                                                                             |
| 2005 | Mario Party 7                                         | Sound-Unterstützung                                   |                                                                             |
| 2005 | Mario & Luigi: Zusammen durch die Zeit                | Sound-Unterstützung                                   |                                                                             |
| 2006 | New Super Mario Bros.                                 | Sound Director                                        |                                                                             |
| 2006 | Mario Hoops 3-on-3                                    | Sound Supervisor                                      | Taro Bando                                                                  |
| 2006 | Mario vs. Donkey Kong 2: March of the Minis           | Sound Supervisor                                      |                                                                             |
| 2006 | The Legend of Zelda: Twilight Princess                | Sound Supervisor                                      |                                                                             |
| 2006 | Wii Sports                                            | Sound-Berater                                         |                                                                             |
| 2006 | Wii Play                                              | Sound-Berater                                         |                                                                             |
| 2007 | Mario Party 8                                         | Sound-Unterstützung                                   |                                                                             |
| 2007 | Donkey Kong Jungle Climber                            | Sound Supervisor                                      |                                                                             |
| 2007 | Super Mario Galaxy                                    | Komposition                                           | Mahito Yokota                                                               |
| 2007 | Mario und Sonic bei den Olympischen Spielen           | Sound Supervisor                                      | Taro Bando                                                                  |
| 2007 | Mario Party DS                                        | Sound-Unterstützung                                   | Keita Hoshi, Shohei Bando, Shiho Yonemoto                                   |
| 2008 | Super Smash Bros. Brawl                               | Arrangement                                           | Verschiedene                                                                |
| 2008 | Wii Music                                             | Sound-Unterstützung                                   | Yoji Inagaki                                                                |
| 2008 | Mario Super Sluggers                                  | Sound-Unterstützung                                   | Taro Bando, Akito Nakatsuka, Tomokazu Abe                                   |
| 2009 | Mario & Luigi: Bowser's Inside Story                  | Sound-Unterstützung                                   |                                                                             |
| 2009 | Mario vs. Donkey Kong: Minis March Again!             | Musik-Supervisor                                      |                                                                             |
| 2009 | Mario & Sonic at the Olympic Winter Games             | Sound Supervisor                                      | Taro Bando                                                                  |
| 2009 | New Super Mario Bros. Wii                             | Sound-Berater                                         |                                                                             |
| 2009 | The Legend of Zelda: Spirit Tracks                    | Sound Supervisor                                      |                                                                             |
| 2010 | Super Mario Galaxy 2                                  | Komposition                                           | Mahito Yokota, Ryō Nagamatsu                                                |
| 2010 | Mario vs. Donkey Kong: Mini-Land Mayhem!              | Musik-Supervisor                                      |                                                                             |
| 2010 | Mario Sports Mix                                      | Sound Supervisor                                      |                                                                             |
| 2011 | The Legend of Zelda: Ocarina of Time 3D               | Musik-Supervisor                                      |                                                                             |
| 2011 | Star Fox 64 3D                                        | Komposition (erneut verwendet)                        | Hajime Wakai, Satomi Terui                                                  |
| 2011 | The Legend of Zelda: Four Swords Anniversary Edition  | Sound Supervisor                                      | Yoji Inagaki                                                                |
| 2011 | Mario & Sonic at the London 2012 Olympic Games        | Sound Supervisor                                      | Taro Bando                                                                  |
| 2011 | The Legend of Zelda: Skyward Sword                    | Komposition ("Prologue")                              |                                                                             |
| 2011 | Fortune Street                                        | Sound Supervisor                                      |                                                                             |
| 2012 | Mario Party 9                                         | Sound Supervisor                                      |                                                                             |
| 2012 | Mario Tennis Open                                     | Sound Supervisor                                      |                                                                             |
| 2012 | New Super Mario Bros. 2                               | Sound-Berater                                         | Yoji Inagaki                                                                |
| 2012 | New Super Mario Bros. U                               | Sound-Berater                                         |                                                                             |
| 2012 | Paper Mario: Sticker Star                             | Sound-Berater                                         |                                                                             |
| 2013 | Luigi's Mansion 2                                     | Sound Supervisor                                      | Kazumi Totaka, Yoji Inagaki                                                 |
| 2013 | Mario and Donkey Kong: Minis on the Move              | Musik-Supervisor                                      |                                                                             |
| 2013 | New Super Luigi U                                     | Sound Supervisor                                      |                                                                             |
| 2013 | Mario & Luigi: Dream Team                             | Sound Supervisor                                      |                                                                             |
| 2013 | The Legend of Zelda: The Wind Waker HD                | Komposition (wiederverwendet)                         | Kenta Nagata, Hajime Wakai, Toru Minegishi                                  |
| 2013 | Wii Party U                                           | Musik-Supervisor                                      |                                                                             |
| 2013 | Mario & Sonic at the Sochi 2014 Olympic Winter Games  | Sound Supervisor                                      |                                                                             |
| 2013 | Super Mario 3D World                                  | Komposition                                           | Mahito Yokota, Toru Minegishi, Yasuaki Iwata                                |
| 2013 | Mario Party: Island Tour                              | Sound Supervisor                                      |                                                                             |
| 2014 | Mario Golf: World Tour                                | Sound Supervisor                                      |                                                                             |
| 2014 | Super Smash Bros. for Nintendo 3DS and Wii U          | Supervisor/Arrangement                                | Verschiedene                                                                |
| 2015 | The Legend of Zelda: Majora's Mask 3D                 | Sound Supervisor                                      | Yoji Inagaki                                                                |
| 2015 | Mario vs. Donkey Kong: Tipping Stars                  | Musik-Supervisor                                      |                                                                             |
| 2015 | Mario Party 10                                        | Sound Supervisor                                      |                                                                             |
| 2015 | Super Mario Maker                                     | Komposition/Arrangement                               | Naoto Kubo, Asuka Hayazaki                                                  |
| 2015 | Mario Tennis: Ultra Smash                             | Musik-Supervisor                                      | Mahito Yokota                                                               |
| 2015 | Mini Mario & Friends: Amiibo Challenge                | Musik-Supervisor                                      | Verschiedene                                                                |
| 2015 | Star Fox Zero                                         | Sound Supervisor                                      | Hajime Wakai                                                                |
| 2015 | Star Fox Guard                                        | Sound Supervisor                                      | Hajime Wakai                                                                |
| 2015 | Mario & Sonic at the Rio 2016 Olympic Games           | Sound Supervisor                                      | Ryoji Yoshitomi                                                             |
| 2015 | Mario Party: Star Rush                                | Sound Supervisor                                      | Ryoji Yoshitomi, Taro Bando                                                 |
| 2015 | Paper Mario: Color Splash                             | Sound Supervisor                                      |                                                                             |
| 2015 | The Legend of Zelda: Twilight Princess HD             | Sound Supervisor                                      |                                                                             |
| 2015 | Mario & Luigi: Paper Jam Bros.                        | Sound Supervisor                                      |                                                                             |
| 2017 | Mario Kart 8 Deluxe                                   | Musik                                                 | Verschiedene                                                                |
| 2017 | Mario + Rabbids: Kingdom Battle                       | Sound Supervisor                                      |                                                                             |
| 2017 | Mario & Luigi: Superstar Saga + Bowsers Schergen      | Sound Supervisor                                      |                                                                             |
| 2017 | Super Mario Odyssey                                   | Komposition                                           | Shiho Fujii, Naoto Kubo                                                     |
| 2017 | Mario Party: The Top 100                              | Sound Supervisor                                      | Ryoji Yoshitomi, Taro Bando                                                 |
| 2019 | Super Mario Maker 2                                   | Sound Director                                        |                                                                             |